# Fanny Bay (village)
Fanny Bay est une municipalité située dans la province de la Colombie-Britannique, dans l'Île de Vancouver.

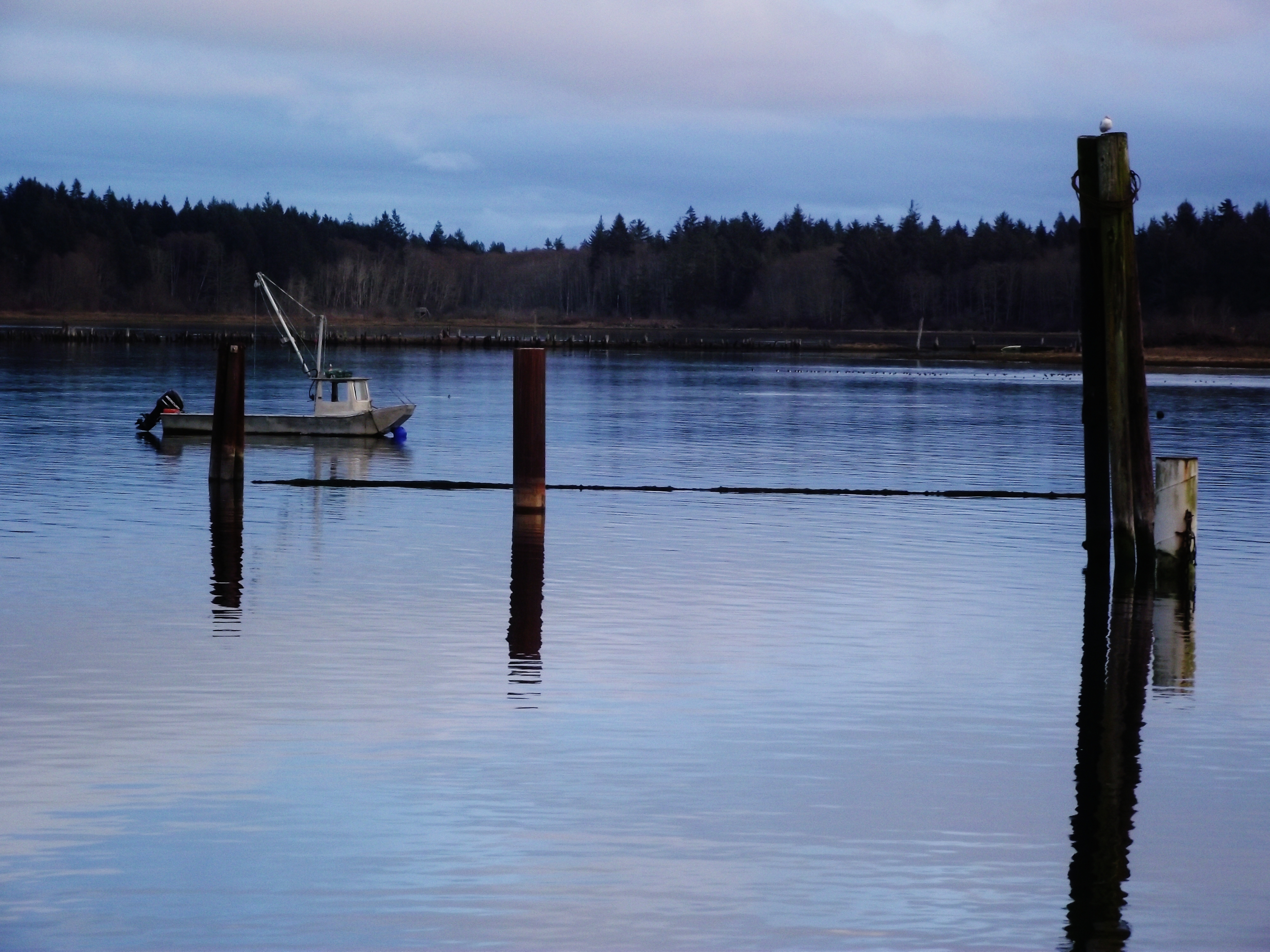
Vue de Fanny Bay

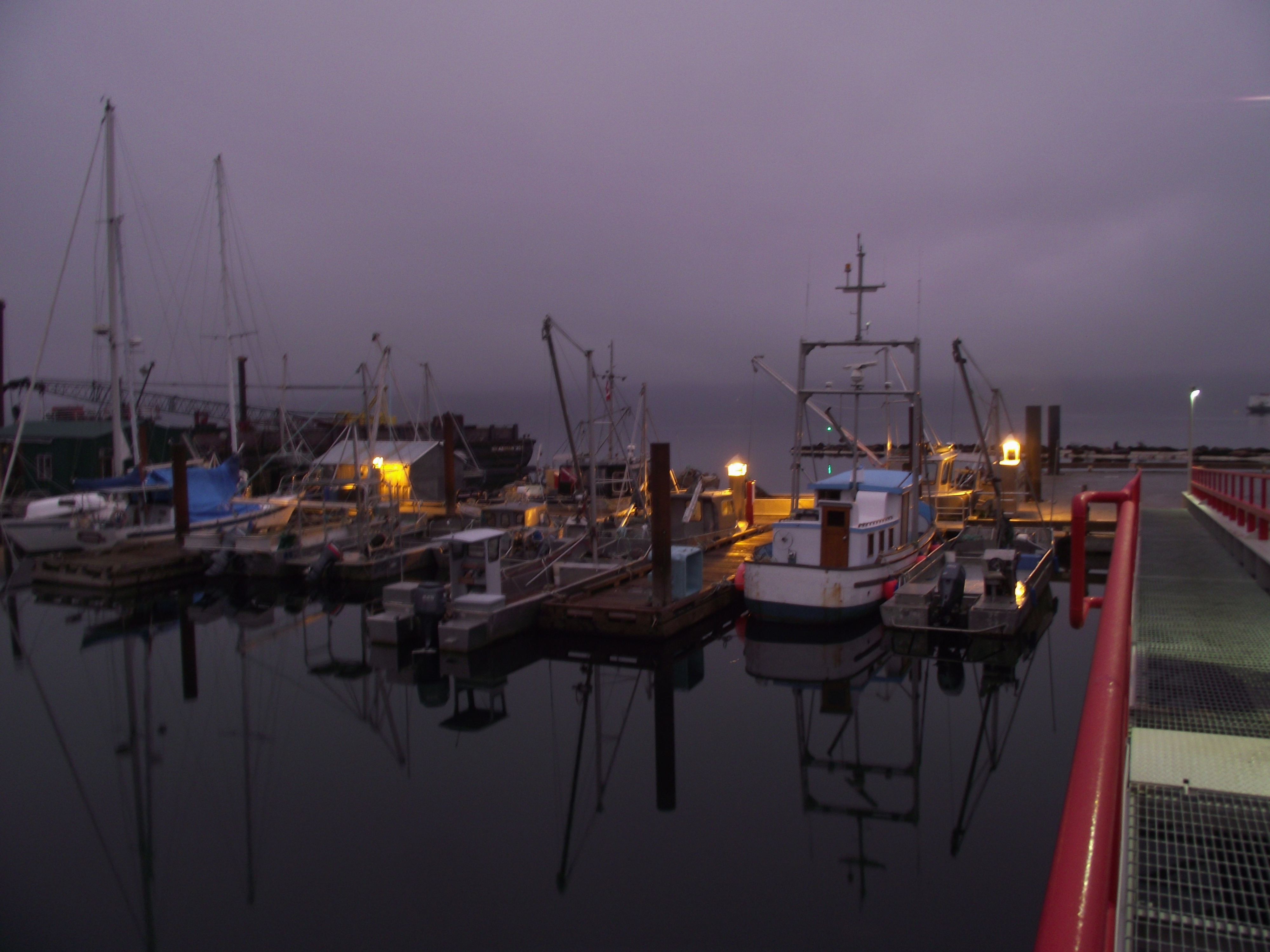
Bateaux ostréicoles à Fanny Bay